# Байшадас-Літоранеас (мезорегіон)
Байшадас-Літоранеас (порт. Mesorregião das Baixadas Litorâneas) — адміністративно-статистичний мезорегіон в Бразилії, входить в штат Ріо-де-Жанейро. Населення становить 579 231 чоловік на 2006 рік. Займає площу 3633,803 км². Густота населення — 159,4 чол./км².

## Склад мезорегіону
В мезорегіон входять наступні мікрорегіони:
1. Басія-ді-Сан-Жуан
2. Лагус

| Бразилія | Це незавершена стаття з географії Бразилії. Ви можете допомогти проєкту, виправивши або дописавши її. |